# Селецкий, Пётр Дмитриевич
 Пётр Дмитриевич Селецкий  (1821—1880) — государственный деятель Российской империи.

## Биография
Происходил из старинного малороссийского дворянского рода. Родился в 1821 году в селе Малютинцы, Пирятинского уезда Полтавской губернии в семье полковника, участника войн с Наполеоном I.
Окончил юридический факультет Киевского университета со степенью кандидата правоведения и 15 января 1842 года был назначен и. д. адъюнкта Ришельевского лицея по кафедре законоведения, но в сентябре 1842 года покинул его и отправился за границу.
Вернувшись в Киев, 31 января 1844 года он поступил в канцелярию Киевского, Подольского и Волынского генерал-губернатора по секретной части, был там же переводчиком. Также состоял сотрудником Киевской комиссии для разбора древних актов (1845—1846), затем цензором иностранных сочинений; в 1846 году – камер-юнкер; с февраля 1849 года — чиновник особых поручений при попечителе Киевского учебного округа; 22 марта 1849 года ему было поручено производство иностранной корреспонденции по управлению генерал-губернатора, с 4 марта 1851 года — чиновник особых поручений VI-го класса при генерал-губернаторе и одновременно в 1852—1868 годах был членом Совета института благородных девиц по хозяйственной части.
С 14 февраля 1858 по 18 июня 1866 год занимал должность Киевского вице-губернатора, а с 1866 по 1880 год был киевским губернским предводителем дворянства. Гофмейстер. Был награжден орденами: Св. Владимира 2-й степени и Св. Анны 1-й степени, а также иностранными орденами – в том числе итальянским орденом Короны 1-й степени.
Умер в 1880 году. Погребён на кладбище Выдубицкого монастыря.
Известен как автор «Записок», печатавшихся в «Киевской старине» за 1884 год и охватывающих время с 1821 по 1846 годы: Том VIII: Январь-Апрель 1884. — С. 247—296; Том VIII: Январь-Апрель 1884. — С. 443—464